# Бесово (Пермский край)
Бесово — деревня в Полазненском городском поселении Добрянского городского округа Пермского края.

## История
Известна с 1774 года как деревня Петухова. В ней жили Петуховы и Бесовы.

## Население
| 65 |  | 58 | 43 |

| 2010 |
| ---- |
| 4    |